# A nyomorultak (film, 1934)
A nyomorultak (eredeti cím: Les Misérables) Victor Hugo azonos című regénye alapján készült, 1934-ben bemutatott francia filmdráma. Rendezte Raymond Bernard.
A film három részből áll: 
- Une tempête sous un crâne („Vihar egy koponyában”)
- Les Thénardier („Thénardier-ék”)
- Liberté, liberté chérie („Drága, drága szabadság”)

## Fontosabb szereplők
| Szerep                                     | Színész                    |
| ------------------------------------------ | -------------------------- |
| Jean Valjean / Madeleine úr / Champmathieu | Harry Baur                 |
| Javert rendőrfelügyelő                     | Charles Vanel              |
| Grantaire                                  | Paul Azaïs                 |
| Marius Pontmercy                           | Jean Servais               |
| Gillenormand úr, Marius nagyapja           | Max Dearly                 |
| Thénardier kocsmáros                       | Charles Dullin             |
| Thénardier-né                              | Marguerite Moreno          |
| Gavroche                                   | Émile Genevois             |
| Monseigneur Myriel, Digne püspöke          | Henry Krauss               |
| Az esküdtszék elnöke                       | Georges Mauloy             |
| Montparnasse                               | Lucien Nat                 |
| Enjolras                                   | Robert Vidalin             |
| Éponine                                    | Orane Demazis              |
| Fantine, Cosette anyja                     | Florelle (Odette Rousseau) |
| Cosette                                    | Josseline Gaël             |
| Cosette (kislány)                          | Gaby Triquet               |
| Chenildieu                                 | Albert Broquin             |
| Félix Tholomiez                            | Roland Armontel            |
| Mabœuf atya                                | Raphaël Cailloux           |
| Toussainte / Felügyelőnő                   | Charlotte Barbier-Krauss   |
| Gillenormand úr nővére                     | Pauline Carton             |
| Simplice nővér                             | Ginette d’Yd               |
| Magloire-né                                | Irma Perrot                |
| Chérubinette                               | Jane Loury (Jane Lory)     |